# 승자전

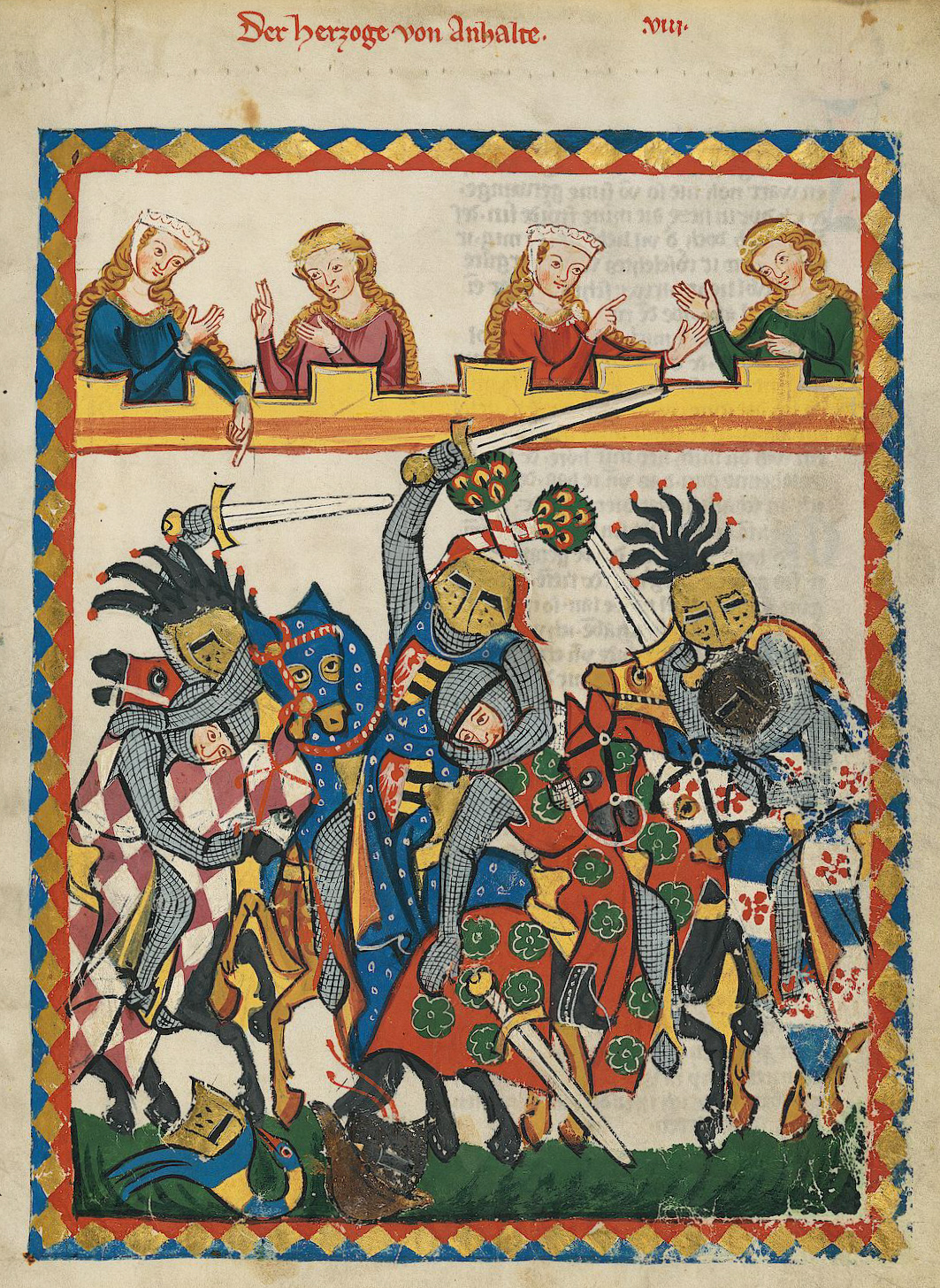
중세 유럽에서는 평화시에 무예 연마를 위해 무장한 기사들끼리 마상 창경기 토너먼트를 벌이곤 했다.

승자전(勝者戰)은 경기의 최종 승자를 가리기 위해 승자끼리만 계속해서 맞붙는 방식으로 토너먼트(tournament)라 부르기도 한다. 중세 유럽 기사들의 무예 대결에서 유래하였다.
토너먼트는 여러대회에서 적용되고 있는데, 구체적으로
- 싱글 엘리미네이션 토너먼트
- 더블 엘리미네이션 토너먼트
- 트리플 엘리미네이션 토너먼트

## 용도
골프, 축구, 바둑 등 각종 스포츠에서 활용되고 있다. FIFA 월드컵은 16강부터 승자전 방식으로 진행된다. 승자전 방식은 몇 번의 시합으로 빠르게 승자를 결정할 수 있으나, 원칙적으로는 패자에게 기회를 주지 않는 단점이 있다. 팀수가  2의 거듭제곱 (짝수)이 아닌 경우에는 1회전에 부전승을 두어 팀수를 맞춘다. 일부 스포츠 종목에서는 패자에게도 기회를 주기 위해 5~8위전 등을 실시하고 있다.
가장 일반적으로 프로 스포츠 경기에서 종종 볼 수 있는데, 정규시즌이 종료되고 포스트시즌 토너먼트(플레이오프)가 대한민국에서는 기본적인 4강 플레이오프, 6강 플레이오프 등등 있지만 이것도 토너먼트에 속한다. 미국의 경우, 축구 컨퍼런스와 내셔널 풋볼 컨퍼런스 NFL은, 아메리칸 리그와 내셔널 리그 메이저 리그 야구는 8강 토너먼트를 사용하기 때문에 어디까지나 토너먼트로 되어있다.

## 같이 보기
- 리그전
- 플레이오프
- 3위 결정전
- 스위스 토너먼트